# Adenozin difosfat
Adenozin difosfat ili ADP je kemijski spoj nukelotid, koji se sastoji od pirofosfatne skupine, riboze (šećer pentoza) i nukleobaze adenina.
ADP je važan spoj u sustavu pohranjivanja i oslobađanje kemijske energije u stanicama. ADP nastaje u stanicama defosforilacijom ATP-a djelovanjem enzima ATPaze, pri čemu se oslobađa energija koja se koristi za ostale procese u stanici. Obratno, djelovanjem enzima ATP sintaze iz ADP-a nastaje ATP, kao kemijski spoj u kojem je pohranjena energija i čijom se defosforilacijom može dobiti iskoristiva energija za procese u stanici. 